# Fèlix Cardellach i Alivés
Fèlix Cardellach i Alivés (Barcelona, 1875 - 1919) va ser un arquitecte i enginyer industrial del període modernista.
Va obtenir el títol d'arquitecte el 1901 i va ser catedràtic d'arquitectura industrial a l'Escola d'Enginyers Industrials de Barcelona. També va estar professor de l'Escola Elemental de Treball.
L'any 1911 va fer un projecte d'estil modernista per la farmàcia del Dr. Palomas, posteriorment anomenada Viladot, a la ronda de Sant Pere, 40 de Barcelona, per a la qual va dissenyar uns vitralls, actualment desapareguts.
Junt amb el seu germà Enric, va desenvolupar una indústria d'instal·lació d'ascensors a partir d'un petit taller familiar de construccions metàl·liques. Entre 1905 i 1910, Cardellach havia instal·lat 59 aparells a Barcelona.
És autor de diverses publicacions, entre d'altres, Filosofía de las estructuras (1911), Las formas artísticas en l'arquitectura técnica (1912), Leyes iconográficas de la línea y de la luz (1913).